# Charlesrabbane
Charlesrabbane är en kulle i Antarktis. Den ligger i Östantarktis. Norge gör anspråk på området. Toppen på Charlesrabbane är 2 196 meter över havet.
Terrängen runt Charlesrabbane är platt västerut, men österut är den kuperad. Trakten är obefolkad. Det finns inga samhällen i närheten.